# Катайка (присілок)
Ката́йка (рос. Катайка, башк. Ҡатай) — присілок (колишнє селище) у складі Бєлорєцького району Башкортостану, Росія. Входить до складу Нурської сільської ради.
Населення — 23 особи (2010; 39 в 2002).
Національний склад:
- росіяни — 74%